# 황경수
황경수(1906년 7월 27일~1987년 12월 10일)는 대한민국의 정치인이다. 제3대 국회의원을 지냈다.

## 역대 선거 결과
|  | 21.68% |

|  | 0% |

|  | 53.55% |

|  | 6.45% |

|  | 5.53% |